# Aérowagon

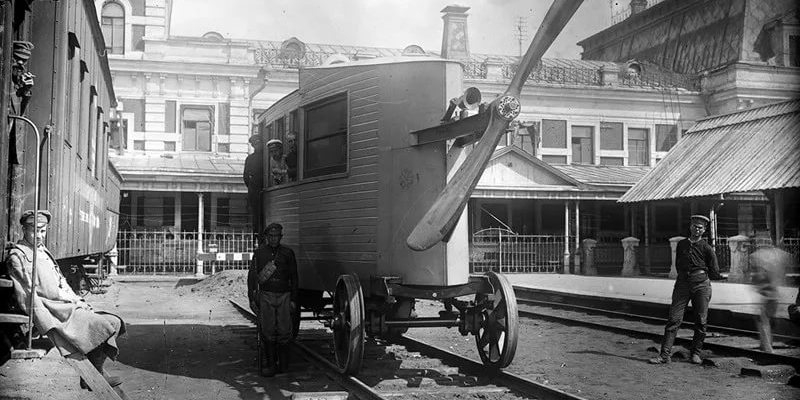
L'aérowagon en 1921.

L'Aérowagon (en russe : Аэровагон) est un autorail expérimental à haute vitesse pourvu d'un moteur d'avion inventé par Valerian Abakovski.

## Historique
Construit en 1917, il pouvait atteindre la vitesse de 140 km/h. Il a été conçu pour transporter les officiels soviétiques.
Son exploitation a été arrêtée le 24 juillet 1921 à la suite d'un accident mortel alors qu'il transportait un groupe de délégués se rendant au premier congrès du Profintern. 7 des 22 personnes à bord sont décédées :
- Valerian Abakovski lui-même, à l'âge de 25 ans,
- Paul Freeman (en), délégué australien,
- Oskar Helbrich (ru), délégué allemand,
- John William Hewlett (en), délégué britannique,
- Ivan Konstantinov (bg), délégué bulgare,
- Fiodor Sergueïev, connu sous le surnom de « camarade Artiom »,
- Otto Strupat (de), délégué allemand.